# Oniscus
Oniscus is een geslacht van pissebedden uit de familie Oniscidae.

## Beschrijving
Het geslacht leeft in bossen en graslanden. Ze vertonen een sterke gelijkenis met havenpissebedden, maar leven uitsluitend terrestrisch, bij voorkeur in de vochtige laag vlak onder de bosgrond, in rottende bladeren en achter de bast van rottende bomen. Ze komen zelfs voor in halfdroge gebieden als woestijnen, waar ze overleven onder stenen. Door hun voorkeur voor rottende plantenresten zijn ze in sommige streken zeer talrijk en spelen ze een belangrijke rol in het daar aanwezige ecosysteem.
Pissebedden bewijzen hoe eenvoudig het voor sommige organismen is om het land te veroveren als ze op de juiste plaats beginnen. Mits hun anatomie geen belemmering vormt (zoals bij kwallen) en ze zich voldoende kunnen aanpassen aan een vijandige omgeving, maken ze een goede kans.

## Soorten
- Oniscus asellus[2] Linnaeus, 1758 (Kelderpissebed)
- Oniscus ancarensis Bilton, 1992
- Oniscus armatus Nicolet, 1849
- Oniscus lusitanus Verhoeff, 1909
- Oniscus simoni Budde-Lund, 1885